# Юй Їн
Юй Їн (нар. 4 січня 1990) — колишня китайська тенісистка.
Найвищу одиночну позицію світового рейтингу — 462 місце досягла 16 вересня 2002, парну — 155 місце — 1 листопада 2004 року.
Здобула 1 одиночний та 5 парних титулів туру ITF.

## Фінали Туру WTA

### Парний розряд (0–1)
| Результат | Дата          | Турнір                                    | Рівень   | Покриття | Партнерка | Суперниці            | Рахунок  |
| --------- | ------------- | ----------------------------------------- | -------- | -------- | --------- | -------------------- | -------- |
| Поразка   | 2 жовтня 2004 | Guangzhou International Women's Open, КНР | Tier III | Тверде   | Ян Шуцзін | Лі Тін Сунь Тяньтянь | 4–6, 1–6 |

## Фінали ITF
| Турніри $25,000 |
| Турніри $10,000 |

### Одиночний розряд (1–1)
| Результат | Ранг | Дата           | Турнір     | Покриття | Суперниця    | Рахунок  |
| --------- | ---- | -------------- | ---------- | -------- | ------------ | -------- |
| Перемога  | 1.   | 28 липня 2002  | Чифен, КНР | Ґрунт    | Liu Jingjing | 6–4, 6–4 |
| Поразка   | 1.   | 17 квітня 2005 | Чанша, КНР | Тверде   | Сє Яньцзе    | 1–6, 1–6 |

### Парний розряд (6–2)
| Результат | Ранг | Дата             | Турнір          | Покриття | Партнерка    | Суперниці                    | Рахунок          |
| --------- | ---- | ---------------- | --------------- | -------- | ------------ | ---------------------------- | ---------------- |
| Поразка   | 1.   | 28 липня 2002    | Чифен, КНР      | Ґрунт    | Liu Jingjing | He Chunyan Лю Вейцзюань      | 6–3, 2–6, 6–7    |
| Перемога  | 1.   | 4 серпня 2002    | Тунляо, КНР     | Тверде   | Ян Шуцзін    | Dong Yanhua Yue Qing         | 6–1, 6–3         |
| Перемога  | 2.   | 2 листопада 2003 | Пекін, КНР      | Тверде   | Ян Шуцзін    | Чон Мі Ра Окамото Сейко      | 6–4, 6–2         |
| Поразка   | 2.   | 9 листопада 2003 | Тайчжоу, КНР    | Тверде   | Ян Шуцзін    | Пен Шуай Сє Яньцзе           | 3–6, 6–4, 2–6    |
| Перемога  | 3.   | 3 квітня 2004    | Мумбаї, Індія   | Тверде   | Ян Шуцзін    | Хао Цзє Dong Yanhua          | 6–2, 6–2         |
| Перемога  | 4.   | 11 квітня 2004   | Нью-Делі, Індія | Тверде   | Ян Шуцзін    | Чжуан Цзяжун Ху Чін-Бі       | 7–6, 2–1 ret.    |
| Перемога  | 5.   | 19 вересня 2004  | Пекін, КНР      | Тверде   | Ян Шуцзін    | Li Shanshan Чжен Цзє         | 6–4, 6–3         |
| Перемога  | 6.   | 12 квітня 2005   | Чанша, КНР      | Тверде   | Ян Шуцзін    | Аю Фані Дамаянті Септі Менде | 6–1, 6–7(5), 6–2 |